# Sóniatxne (Crimea)
|  | Per a altres significats, vegeu «Sólnetxnoie». |

Sóniatxne (en (ucraïnès): Сонячне, en rus: Солнечное, Sólnetxnoie) és un poble de la República Autònoma de Crimea, a Ucraïna, que el 2014 tenia 1.015 habitants. Pertany al districte de Simferòpol.